# Leporinus taeniatus
Leporinus taeniatus är en fiskart som beskrevs av Lütken, 1875. Leporinus taeniatus ingår i släktet Leporinus och familjen Anostomidae. Inga underarter finns listade i Catalogue of Life.